# 滝野遊軒
滝野 遊軒（たきの ゆうけん、元禄8年（1695年） - 宝暦12年6月18日（1762年8月7日））は、江戸時代の柔術家。通称は専右衛門、諱は貞高、号は挙嶢、古月斎、蔵六舎。丹波国出身とも京都出身ともいわれる。
初め楊心流の山本為左衛門、次いで起倒流の堀田頼康に入門。21歳で免許を受けた。堀田の死後、1724年（享保9年）京都に道場を開いた。
九条師孝の簾中（浅野綱長息女）に仕えたのち、禁中に勤めるが、1744年、起倒流を広めるため、江戸の芝西久保天徳寺前で指南をした。
1751年に一時京都に帰るが、宝暦事件が起こり、廷臣の武芸停止令の発布により大坂へ移る。だがここでも武芸講師の所払令がでて、再び江戸に戻った。
晩年は多くの門人も離れ窮乏していたが、高弟の鈴木邦教（清兵衛）が世話をしたので、鈴木に流儀を譲った。
1762年（宝暦12年）死去。入谷（現 東京都台東区入谷）の全得寺に葬られた。
門人は京、大坂、江戸で計5700人を超え、鈴木邦教、九鬼隆直、犬上永保、竹中鉄之助、蒲生豊郷を輩出した。